# عملية ليندا نشي
عملية ليندا نشي (بالسواحلية: Linda Nchi، وتعني: «حماية البلد») هي عملية عسكرية ذات تنسيق مشترك بين الجيش الكيني والجيش الصومالي بدأت في أكتوبر عام 2011.
قامت كينيا بأول عملية عسكرية خارج حدودها منذ استقلال البلاد عام 1963. اعتبر أن الدعم الغربي الذي اتخذ شكل مساعدة عسكرية كانت تعول عليها كينيا، متواضعا في أفضل الأحوال. وقال جي. بيتر فام من مركز اتلانتيك كاونسل للبحوث أن «المسؤولين الكينيين إذا خاضوا الحرب دون سيولة كافية وبالاعتماد فقط على الاسرة الدولية فاتهم يظهرون بذلك عدم اطلاع على كيفية سير الامور».
اعتبر مركز مجموعة الأزمات الدولية للبحوث في تشرين الثاني/نوفمبر ان على نيروبي التقليل من آمالها في الحاق هزيمة بحركة الشباب. واضافت ان «خفض التوقعات يجب ان يبدأ بتحديد هدف متواضع للمهمة يمكن تحقيقه في الصومال، وهو اضعاف القدرات العسكرية للشباب والسعي إلى حل تفاوضي».
وقد عدلت عملية «ليندا نشي» (حماية البلاد باللغة السواحلية) حتى الآن ديناميكية النزاع الصومالي، من خلال زيادة الضغط على حركة الشباب وخصوصا منذ ارسلت إثيوبيا قوات إلى الصومال في خضم الهجوم الكيني.